# 13 Minutes (film)
Pour plus de détails, voir Fiche technique et Distribution.
13 Minutes est un film catastrophe américano-canadien réalisé par Lindsay Gossling, sorti en 2021.

## Synopsis
De nos jours, alors que l'arrivée d'une tornade d'un niveau catastrophique s'annonce de plus en plus précisément au fil de la journée, les habitants de la petite ville de  Minninnewah (ville fictive) en Oklahoma réagissent plus ou moins efficacement ou inconsciemment. Le système d'alerte aux populations par sirène, trop souvent utilisé, a perdu de son efficacité. Certains gagnent les abris, d'autres, moins prudents ou malchanceux, doivent affronter la tornade qui va détruire complètement la bourgade.

## Fiche technique
- Titre : 13 Minutes
- Réalisation : Lindsay Gossling
- Sociétés de production : Elevated Films[1] / Involving Pictures
- Pays d'origine :  Canada /  États-Unis
- Langue originale : anglais
- Genre : Catastrophe
- Durée : 108 minutes
- Dates de sortie : 
  - Canada : 5 novembre 2021[2]
  - France : 22 mars 2022 (VàD)

## Distribution
- Thora Birch : Jess
- Amy Smart : Kim
- Anne Heche : Tammy
- Paz Vega : Ana
- Sofia Vassilieva : Maddy
- Peter Facinelli : Brad
- Trace Adkins : Rick
- Yancey Arias : Carlos
- Will Peltz (en) : Luke
- Gabriel Jarret : Greg
- Tokala Black Elk : Steve
- Davi Santos : Daniel
- James Austin Kerr : Eric
- Shaylee Mansfield : Peyton